# Agustín Lara
Ángel Agustín María Carlos Fausto Mariano Alfonso del Sagrado Corazón de Jesús Lara y Aguirre del Pino, conegut com a Agustín Lara (Tlacotalpan, Veracruz, 30 d'octubre de 1897 - Ciutat de Mèxic, 6 de novembre de 1970) va ser un compositor i intèrpret mexicà de cançons i boleros. Se'l reconeix com un dels més populars de la seva època i gènere. També conegut amb els apel·latius d' El Músico Poeta i El Flaco de Oro, la seva obra va ser àmpliament apreciada no només a Mèxic, sinó també en Centreamèrica, Sud-amèrica, el Carib i Espanya.
Els seus intèrprets principals van ser i són Pedro Vargas, qui era el seu "compadre, Toña la Negra (María Antonia Peregrino Álvarez), Pedro Infante, Juan Arvizu, Nestor Mesta Chayres, Javier Solís, Alejandro Algara, Hugo Avendaño, Plácido Domingo, Julio Iglesias, Manuel Mijares, Vicente Fernández, Pérez Prado i altres artistes més.

## Biografia

### Naixement
No hi ha certeses sobre la data ni el lloc de naixement. El músic assegurava haver nascut a Tlacotalpan, Veracruz, l'1 d'octubre de 1900. Així figura en diverses de les seves biografies, i aquest és l'any gravat en la seva tomba situada en la Rotonda de les Persones Il·lustres.
No obstant això, el periodista Jaime Almeida va assegurar, després d'una recerca realitzada en 1970, que el compositor va néixer realment al Districte Federal, l'1 d'octubre de 1897, basant-se en la fe de bateig i l'acta de naixement que va trobar en el Registre Civil: «Lara va néixer en un lloc anomenat El Callejón Puente del Cuervo número 16, que ara correspon al segon carrer de República de Colombia, al Centre Històric, a uns carrers del mercat Abelardo Rodríguez. De fet encara està la casa on vivia la família Lara Aguirre.» És a dir, que Agustín Lara es llevava tres anys. Però també és cert que sent molt petit la família es va mudar a Tlacotalpan, on va passar la seva infància.
D'altres accepten aquesta data, però entenen que el lloc real del naixement no va ser el Districte Federal mexicà sinó Tlatlauquitepec, Puebla. La família vivia allí, però com el pare del futur artista havia de passar examen de metge, es van traslladar a la capital i allí va aprofitar l'ocasió per a inscriure al seu fill en el Registre Civil, tretze dies després d'haver nascut, el 12 de novembre de 1897. Segons l'autor, totes les persones que va entrevistar en Tlatlauqui asseguren que Lara va néixer en aquest lloc.
Al llibre Mi novia la tristeza els autors accepten la data i lloc de l'acta de naixement i es pregunten: «En un veïnatge d'aquest carrer vivia el doctor Joaquim M. Lara i la seva esposa María Aguirre, pares del compositor. El senyor Lara li va dir al jutge del Registre Civil, el llicenciat Wenceslado Briceño, que el seu fill havia nascut en aquesta casa. Ni el pare d'Agustín ni la seva mare ni els testimonis Carlos María Padilla i Jacinto Lara tenia cap necessitat de mentir sobre aquest fet. Si Agustín havia nascut s Tlacotalpan només tretze dies abans d'aixecada la seva acta, com tant assegurava, per què els seus pares no ho van assentar així en aquest document?»
Altres versions, molt menys creïbles, afirmen que va néixer a Espanya o Suchitepequez, Guatemala.

### Primers anys
El seu pare, Joaquín Mario Lara, va ser originari d'un petit poble de la serra nord de Pobla anomenat Tlatlauquitepec i la seva mare, María Aguirre y del Pino, originària de Tlalnepantla de Baz, estat de Mèxic. En 1906 la seva família es va traslladar a la Ciutat de Mèxic. El seu pare va abandonar a la família. Agustín va viure amb una tia de nom Refugio, lloc on va conèixer l'harmònium, va prendre classes de música i als 7 anys ja demostrava una notable habilitat per a tocar el piano. Va estudiar al Liceu Fournier, però va haver d'abandonar els seus estudis per a sustentar la seva llar. Des dels 12 anys va treballar com a pianista en clubs nocturns, dient a la seva mare que realitzava torns telegràfics nocturns. Va ingressar al Col·legi Militar i en 1917 es va unir al moviment revolucionari. Estant sota les ordres del general Samuel Fernández, va ser ferit en totes dues cames i va tornar a la capital.

### Cicatriu
Durant la dècada de 1920 va treballar com a pianista en bars, cafès i sales de cinema mut. En aquells dies, va compondre la cançó Marucha, escrita en honor d'un dels seus primers amors. Aquesta cançó va acabar causant-li dificultats a ella, arribant en una ocasió a tenir una baralla amb una altra dona. En 1927 ja estava treballant en cabarets. Aquest any, una corista anomenada Estrella el va atacar amb una ampolla trencada; com a resultat, Agustín Lara va quedar marcat amb una cicatriu en la seva cara.
Es va traslladar temporalment a Puebla fins a 1929, a causa dels esdeveniments de la Guerra Cristera. Ell mateix va narrar, a través de la ràdio, les circumstàncies en les quals va conèixer al pare Miguel Agustín Pro Juárez: en la comandància de policia, va presenciar el seu afusellament, que es va executar sense cap judici ni presentació de proves, però no va ser fins a 1929 quan va començar a treballar pel tenor Juan Arvizu, qui el va descobrir i va donar a conèixer les seves composicions.

### Vida artística
La primera cançó que va registrar al seu nom va ser La prisionera, la qual va compondre en 1926. Al setembre de 1930 va iniciar la seva carrera d'èxits rotunds en la ràdio, mitjançant el programa anomenat La hora íntima de Agustín Lara. Al temps actuava i componia cançons per a diverses pel·lícules, entre elles Santa (1931), inspirada en la novel·la de Federico Gamboa. Poc temps després va participar en la ràdio amb el programa La Hora Azul en la radiodifusora XEW, compartint con amb Toña la Negra i Pedro Vargas, dirigint també l'Orquestra El Son Marabú. Durant 1932 es va presentar en el teatre Politeama de la Ciutat de Mèxic. En 1933 va afrontar el fracàs de la seva primera gira en Cuba, a causa del canviant clima polític que imperava a l'illa. Va fer diverses gires per Amèrica del Sud i noves composicions augmentarien la seva fama com Solamente una vez (composta a Buenos Aires i dedicada a José Mojica), Veracruz, Guitarra guajira/Palmera, Tropicana, Pecadora, entre altrrs.

### Vida amorosa
Va ser cèlebre pels seus amors amb diverses dones com Esther Rivas Elorriaga en 1917, Angelina Bruscheta Carral en 1928, Clarita Martínez en 1949, Yolanda Santacruz Gasca "YiYi" en 1953, Rocío Durán en 1964. Però el més rellevant de la seva vida amorosa, va ser el matrimoni amb María Félix celebrat en 1945. Per a ella va compondre diverses cançons com María bonita, Aquel amor i Noche de ronda, entre d'altres. La seva casa de Las Lomas va ser centre de tertúlies per artistes i escriptors que solien reunir-se sovint, i més en temps de María Félix. Al cinema va actuar en pel·lícules com Novillero (1936) i Coqueta perdida (1949).

### Homenatges
En 1953 va rebre un homenatge per part del president Adolfo Ruiz Cortines en el Palau de Belles Arts. A Espanya la seva figura era molt coneguda al començament de la dècada dels anys 1940, fins i tot va rebre diversos honors i condecoracions arreu del món, com la que rebria de mans del dictador espanyol Francisco Franco, qui en 1965 li va obsequiar una bella casa a Granada (Espanya), gràcies a les cançons dedicades a diverses ciutats com Toledo, Granada, Sevilla, València, Madrid, Múrcia entre d'altres. El sorprenent d'aquestes composicions és que Agustín Lara no coneixia Espanya quan va compondre aquestes cançons.

### Aficionat a la tauromàquia
Va ser aficionat taurí. Va conèixer al torero espanyol Manuel Rodríguez "Manolete" quan va inaugurar la Plaça de Toros de Mèxic, a Manuel Benítez «El Cordobés» qui li va brindar una feina, i al torero mexicà Silverio Pérez a qui li va compondre un pasdoble. També cal destacar que en la Monumental Plaça de Toros de la Ciutat de Mèxic existeix en l'actualitat la "barra Agustín Lara", en la qual es troba una escultura idèntica a la qual hi ha a la Rotonda de les persones il·lustres, només que aquí en lloc de la inscripció "Mis pobres manos alas quebradas" (extracte de la lletra de la seva cançó "Pobre de mí"), té la frase: "No cambio por un trono mi barrera de sol" (extracte del pasdoble que va compusar a Silverio Pérez).

### Polèmiques
En 1937 va ser acusat per frau i plagi per Luis Moreno i Music Publishing Co. per intentar registrar davant el Departament de Registre de la Propietat Literària la cançó Quisiera Decirte.

### Problemes de salut
A partir de 1968 inicia una ràpida decadència que ho portaria fins al final de la seva vida, fins i tot va tenir una caiguda a la seva casa, accident que li va causar la fractura de la pelvis, la qual cosa va agreujar la seva salut donada la seva edat avançada. Va entrar en coma el 3 de novembre de 1970 per vessament cerebral, va morir el 6 de novembre de 1970 i per ordre presidencial va ser sepultat a la Rotonda de les Persones Il·lustres del Panteó de Dolores a la Ciutat de Mèxic.

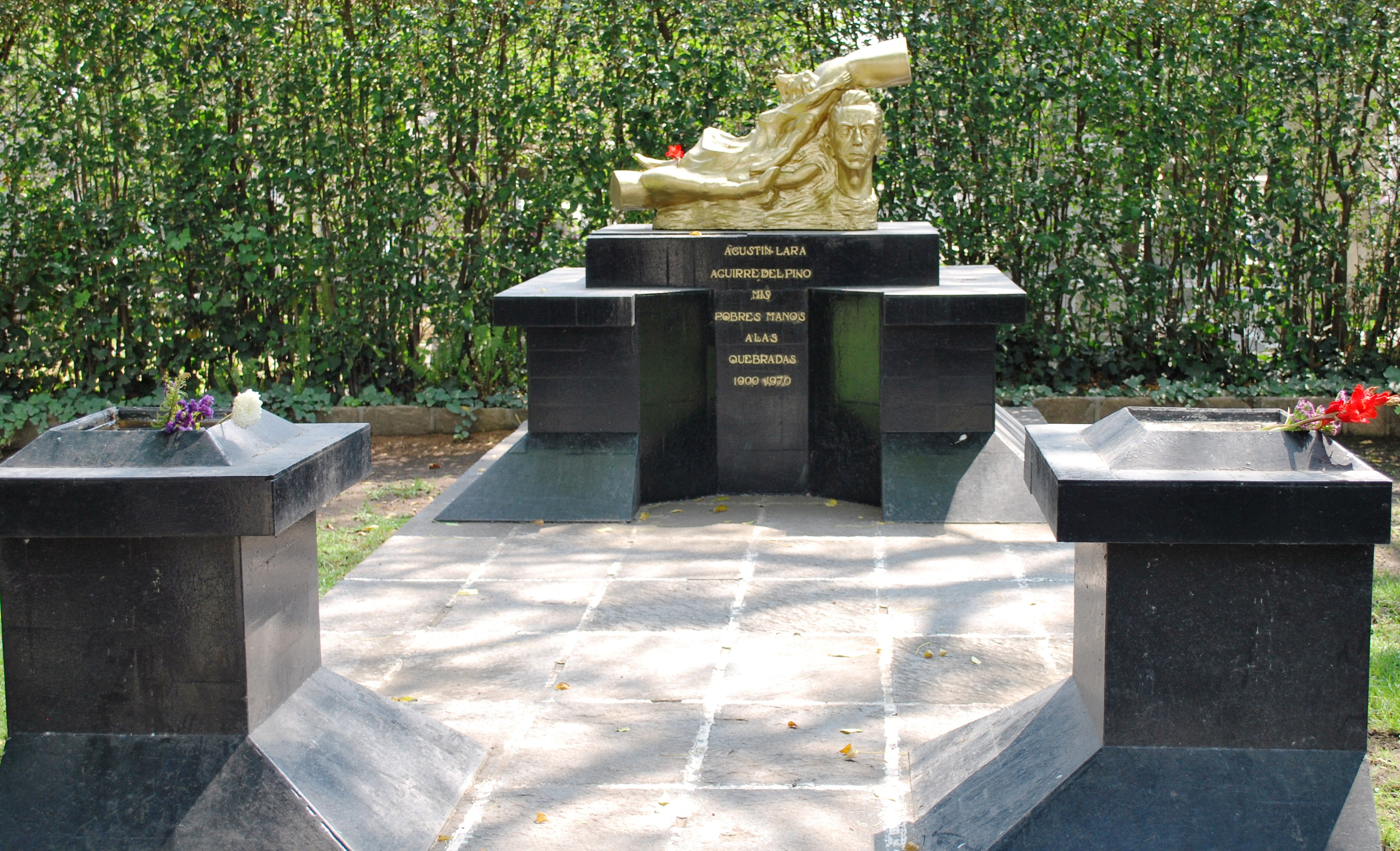
Sepulcre d'Agustín Lara en la Rotonda de les Persones Il·lustres (Mèxic).

## Treballs basats en Agustín Lara o la seva obra
- En 1985 Ángeles Mastretta va publicar el seu llibre Arráncame la vida, títol inspirat per la famosa cançó del Flaco de Oro.
- En 1999, Joaquín Sabina publica el seu àlbum 19 días y 500 noches la cançó 'De purísima y oro', que, segons la pròpia descripció de Sabina, coautor al costat de A. Oliver, "homenatja el Madrid d'Agustín Lara".
- L'any 2003, a Buenos Aires, s'estrena Loca por Lara, espectacle musical de Kado Kostzer i Sergio García Ramírez, que reuneix, en una història de ficció, les cançons més representatives del genial compositor.
- Solamente una vez : toda la pasión y melancolía en la vida de Agustín Lara és una biografia novel·lada de Lara escrita per Francisco Haghenbeck i publicada en 2007.[10]
- En 2008 s'estrena la pel·lícula Arráncame la vida, dirigida per Roberto Snider, basada en la novel·la escrita per Mastretta.
- En 2018, durant la celebració de la Diada de Sant Jordi pels estudiants de català, a l'Escola Nacional de Llengües Lingüística i Traducció de la Universitat Nacional Autònoma de Mèxic, el 26 d'abril, Adam Romero va interpretar "Amor dels meus amors" la traducció al català d¡"Amor de mis amores" del mestre Agustín Lara.[11]

## Intèrprets de les seves cançons
Les seves cançons han estat gravades, entre d'altres, per:
- Alejandro Algara
- Alejandro Fernández
- Alfredo Sadel
- Amparo Montes
- Andrea Bocelli
- Bimba Bosé
- Bing Crosby
- Charlie Zaa
- Chavela Vargas
- Doris Day
- Elvira Ríos
- Elvis Presley
- Enrique Bunbury
- Fernando de la Mora
- Filippa Giordano
- Francisco Araiza
- Frank Sinatra
- Hugo Avendaño
- Il Volo
- Javier Solís
- John Serry Sr.
- Jorge Negrete
- José Carreras
- José Luis Rodríguez "El Puma"
- José Mojica
- Joselito
- Josephine Baker
- Juan Arvizu
- Juan Diego Flórez
- La Sonora Matancera
- La Sonora Santanera
- Libertad Lamarque
- Los Panchos
- Lucho Gatica
- Lucía Méndez
- Luciano Pavarotti
- Luis Mariano
- Luis Miguel
- Luz Casal
- María Dolores Pradera
- Mario Lanza
- Mike Laure
- Nat King Cole
- Nestor Mesta Chayres
- Pedro Infante
- Pedro Vargas
- Plácido Domingo
- Ramón Vargas
- Roberto Carlos
- Rocío Dúrcal
- Sara Montiel
- La Sonora Siguaray
- Tania Libertad
- Toña la Negra
- Vicente Fernández

## Cançons famoses
- Amor de mis amores
- Aquel amor
- Arráncame la vida
- Aventurera
- Azul
- Cabellera blanca
- Callecita
- Clave azul
- Dueña mía
- El organillero
- Escarcha
- Españolerías
- Estoy pensando en ti
- Farolito
- Granada
- Humo en los ojos
- La cumbancha
- Lamento jarocho
- La prisionera
- Madrid
- María bonita
- Mujer
- Murcia
- Naufragio
- Noche criolla
- Noche de Ronda
- Novillero
- Oración Caribe
- Palabras de mujer
- Palmera
- Pecadora
- Piensa en mí
- Pobre de mí
- Puerto Nuevo
- Rival
- Rosa
- Santa
- Se me hizo fácil
- Señora Tentación
- Serpentina
- Silverio Pérez
- Solamente una vez
- Suerte loca
- Te vendes
- Valencia
- Veracruz
- Volverás

## Intervencions en el cinema
- Revista Musical (1934) [curtmetratge]
- Novillero (1936) [curtmetratge]
- Pecadora (1947)
- Señora tentación (1947)
- Revancha (1948)
- Coqueta (1949)
- Perdida (1950)
- Mujeres en mi vida (1949)
- La mujer que yo ame (1950)
- Mi campeón (1951)
- Mujeres sacrificadas (El recuerdo del otro) (1952)
- Por qué ya no me quieres (1953)
- Cantando nace el amor (1953)
- La faraona (1955)
- La virtud desnuda (1955)
- Lola torbellino (1956)
- Los Chiflados del Rock'n Roll (1956) amb Pedro Vargas
- Teatro del crimen (1956)
- Los tres bohemios (1956)
- Mis padres se divorcian /Bodas de plata (1957)
- Bolero inmortal (1958)
- La vida de Agustín Lara (1958)
- Mujer en condominio (1958)
- Música de siempre (1958)